# Paul Gay (chanteur)
Pour les personnes de même nom de famille, voir Gay et Paul Gay.
Paul Gay est un baryton-basse français, né le 8 novembre 1968 à Paris.

## Biographie
Paul Gay découvre le chant lyrique adolescent, en entendant Franz Crass. Après un cursus au Conservatoire national supérieur de musique et de danse de Paris, Paul Gay devient l'élève de Kurt Moll à Cologne. Il entre dans la troupe du Théâtre d'Osnabrück puis passe trois années en résidence à l'Opéra national de Lyon de 2000 à 2003.
Il est acclamé dans le rôle de Méphistophélès dans Faust de Charles Gounod à l'opéra de Bordeaux en 2008 et à l'opéra Bastille en 2011,.
Il possède une voix lui permettant de chanter des rôles allant de Haendel et Rossini à Debussy ou Wagner. 

## Carrière

### Opéra
- 2020 : Philippe II dans Don Carlos de Giuseppe Verdi au Saarlandisches Staatstheater
- 2020 : Ulysse dans Penthesilea de Pascal Dusapin à la Philharmonie de Paris
- 2020 : Méphistophélès dans La damnation de Faust de Hector Berlioz à la Philharmonie de Paris
- 2017 :  Oedipe, dans Oedipe de Georges Enesco au Festival de Bucarest sous la direction de Vladimir Jurowsky
- 2017 : Golaud, dans Pelléas et Mélisande de Claude Debussy au Den Norske Opera à Oslo
- 2017 : Méphistophélès, dans Faust de Charles Gounod à L'Opera de Firenze ;
- 2016 : Colline, dans La Bohème de Giacomo Puccini au Gran Liceu à Barcelone ;
- 2015 : Don Diègue, dans Le Cid de Jules Massenet à L'Opéra de Paris ;
- 2015 : Golaud, dans Pelléas et Mélisande de Claude Debussy à L'Opéra de Paris ;
- 2014 : Nilakantha, dans Lakmé de Léo Delibes à l'Opéra Comique ;
- 2013 : Golaud, dans Pelléas et Mélisande de Claude Debussy à La Monnaie à Bruxelles ;
- 2012 : Don Inigo Gomez, dans L'heure espagnole de Maurice Ravel à Glyndebourne  et Festival de Matsumoto avec Seiji Ozawa
- 2011 : Saint Francois, dans Saint François d’Assise de Olivier Messiaen au Bayerische Staatsoper
- 2011 : Méphistophélès, dans Faust de Charles Gounod à l'opéra Bastille ;
- 2009 : Le Roi Ignace, dans Yvonne, princesse de Bourgogne de Philippe Boesmans à l'opéra Garnier ;
- 2008 : Harašta, dans La Petite Renarde rusée de Leoš Janáček à l'opéra Bastille ;
- 2008 : Méphistophélès, dans le Faust de Charles Gounod à l'opéra de Bordeaux ;
- 2008 : Il Frate, dans Don Carlos de Giuseppe Verdi à l'opéra Bastille ;
- 2008 : Don Fernando, dans Fidelio de Ludwig van Beethoven à l'opéra Garnier ;
- 2007 : Don Basilio, dans Il barbiere di Siviglia au théâtre de Berne ;
- 2007 : Kolenaty dans L'Affaire Makropoulos de Leoš Janáček à l'opéra Bastille ;
- 2007 : Klingsor dans Parsifal de Richard Wagner à l'opéra de Francfort ;
- 2004 : Golaud, dans Pelléas et Mélisande à l'opéra de Lyon ;
- 2004 : L'orateur, dans Die Zauberflöte au festival d'Aix-en-Provence ;
- 2004 : Garibaldo dans Rodelinda de  Haendel au festival de Glyndebourne ;
- 2004 : Leporello dans Don Giovanni de Wolfgang Amadeus Mozart à l'opéra de Francfort ;
- 2004 : Le Tierbändiger et l'Athlete dans Lulu d'Alban Berg à l'opéra de Francfort ;
- 2003 : Don Giovanni dans l'opéra de Wolfgang Amadeus Mozart au théâtre de Berne.

### Concert
- Orchestre philharmonique de Berlin
- Les Arts Florissants
- Requiem de Gabriel Fauré avec l'orchestre national de Lyon

### Discographie
- 2002 : Temrouk dans Ivan IV de Georges Bizet avec l'Orchestre National de France, direction Michael Schonwandt (Naïve).

## Récompenses
- Nomination aux Victoires de la musique en 2004